# Sfinții militari ai Bisericii Ortodoxe Române
Aceasta este o listă de sfinți venerați de Biserica Ortodoxă Română, care au îndeplinit și roluri de ostași:
Achindin din Nicomidia, ostaș, † 20 apr. 303;

Adrian din Nicomidia, general, † 26 aug. 303-305;

Adrian, fiul împăratului traco-roman Probus, † 26 aug.;

Aglaie, împreună cu cei treizecișinouă de ostași mucenici din Sevastia Armeniei, † 9 martie 320;

Agapie, ostaș, † 3 nov. în vremea împăratului Decie;

Anatolie Stratilatul, † 23 aprilie 303;

Andrei Stratilatul, † 19 aug. 303-305 și cei două mii cinci sute nouăzeciși trei de ostași împreună cu dânsul;

Andrei din Mesopotamia, ostaș, † 18 mai 250;

Anichit din Nicomidia, ofițer, † 12 aug. 305;

Antonin din Nicomidia, ostaș, † 20 apr. 303;

Attic, împreună cu Agapie mai sus amintit și cu Evdoxie, Carterie, Istrucarie, Pactobie, Nictopolion și alți douăzecișiunu de ostași martiri, † 3 nov. cca. 320;

Azi, făcătorul de minuni, ostaș, † 19 nov. 303-305;

Calistrat din Cartagena, ostaș, † 27 sept. 304;

Chelsie din Egipt, fiu de guvernator, † 8 ian. 303;

Chesarie din Nicomidia, ostaș, † 20 apr. 303;

Chindeas / Candea din Durostorum (sudul Dobrogei), ostaș, 20 nov. 303;

Chiriac, fratele Sf. Orentie, ostaș, † 25 iunie 303-305;

Chiril din Durostorum, ostaș, † 20 nov. 303;

Ciprian din Italia, fiu de guvernator, 10 mai 310;

Claudie tribunul din Roma, † 19 mart. 283;

Cleonic din Amasia (Pont), ostaș, răstignit, 3 mart. 304;

Codrat, ostaș, † 4 martie 274;

Codrat, slujitor împărătesc, † 21 apr. 303;

Constantin din Efes, ofițer, † 4 aug. 250;

Cristofor din Nicomidia, ostaș, † 20 apr. 303;

Dada din Durostorum, ostaș, † 28 apr. 286;

Dasie din Durostorum, ostaș, † 20 nov. 303;

Dimitrie izvorâtorul de mir, guvernatorul Sarunei, † 26 oct. 303;

Dorotei din Nicomidia, dregător împărătesc, † 28 dec. 278;

Elefterie cubicularul, † 4 aug. 304; Elefterie cubicularul, † 15 dec., sec. III;

Emilian din Durostorum, ostaș, 18 iulie 362;

Eudoxie, ostaș, † 3 nov., sec. III;

Evcarpion din Nicomidia, ostaș, † 18 mai 300;

Evdoxie, dregător împărătesc, 6 sept. 303;

Eventie din Antiohia Siriei, ostaș, 9 oct., sec. IV;

Evsignie din Antiohia Siriei, ostaș, † 5 aug. 362;

Exacustodian din Efes, ofițer, † 4 aug. 250;

Farmachie din Anatolia, ostaș, † 25 iunie 303-305;

Faust, ostaș, † 12 iulie 303-305;

Firm din Anatolia, ostaș, † 25 iun. 303-305;

Gheorghe din Cappadocia 23 apr. 303;

Gordie din Cesareea Cappadociei, ofițer, † 3 ian. 314;

Ieraclie ostașul, † 22 oct., sec. III;

Ipolit din Roma, ostaș, † 10 aug. 258;

Isidor din Chios, ostaș, † 14 mai 251;

Isihie singliticul, general, † 2 martie 303-305;

Istucarie, ostaș, † 3nov., sec. III;

Iust din Roma, ostaș, † 14 iul., sec. IV;

Cei 200 de ostași mucenici - cu Hristofor mucenicul - , † 9 mai 250 ș. a. m. d.